# 金翔龙
金翔龙（1934年11月29日—），江苏南京人，中国海洋地质、海洋地球物理学家，中国工程院院士。

## 生平
金翔龙出生于江苏省南京市。1952年毕业于南京市第一中学。1956年毕业于中国地质大学（原北京地质学院1956年毕业于北京地质学院。1957～1985年在中国科学院海洋研究所工作，1985年至今在国家海洋局第二海洋研究所工作。金翔龙长期致力于中国边缘海的海底勘查与研究，开辟学科的新方向和研究的新领域，推动中国浅海海底油气勘探的起步，是中国海底科学的奠基人之一。1997年当选中国工程院院士。

## 学生
- 李家彪，2015年当选中国科学院院士